# Hermann Jaeger (Winzer)

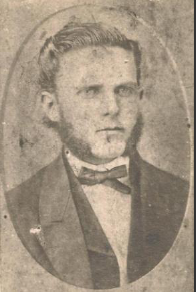
Hermann Jaeger

Hermann Jaeger (* 23. März 1844 in Brugg; † wahrscheinlich 1895) war ein gebürtiger Schweizer Kaufmann, der nach seiner Auswanderung in die USA ein bekannter Winzer und Rebenzüchter wurde. Er trug zur Rettung des französischen Weinbaus bei, indem er von ihm gezüchtete, reblausresistente Reben nach Frankreich schickte und dadurch half, die Reblausplage in Europa zu überwinden. Für diese Leistung wurde er mit dem französischen Verdienstorden Chevalier de la Légion d’Honneur und dem französischen Verdienstorden für Landwirtschaft (Ordre du Mérite agricole) ausgezeichnet.

## Leben und Familie
Jaeger wurde als sechstes von sieben Kindern von Karl Samuel (1797–1879) und Marianne Jaeger (1808–1879) geborene Custer in Brugg geboren. Er stammte aus einer angesehenen Schweizer Familie, in der großer Wert auf Bildung gelegt wurde. Sein Vater war Landwirt und Kaufmann. Seine Mutter war eine Tochter aus zweiter Ehe von Anna Magdalena Custer-Pestalozzi, geborene Fröhlich (1767–1814), die in erster Ehe mit dem Sohn des Pädagogen Johann Heinrich Pestalozzi verheiratet gewesen war.
Hermann Jaeger besuchte bis zu seinem 16. Lebensjahr die örtliche Schule und absolvierte anschließend von 1860 bis 1863 eine kaufmännische Ausbildung in einem Textilwarengeschäft. Danach arbeitete er von 1863 bis 1864 in einer Weinhandlung am Genfersee. 1864 emigrierte er in die USA. Es wird angenommen, dass er bereits in der Schweiz Erfahrungen im Weinbau sammelte. In den USA kam er zunächst in Norfolk, Virginia an, ging dann nach St. Louis und ließ sich 1865 schließlich in Neosho im Newton County, Missouri nieder, wo er eine Farm mit einer Größe von 40 Acres erwarb. Als sein Bruder John ebenfalls in die USA emigrierte, erwarb dieser ein Nachbargrundstück von der gleichen Größe. Die Brüder legten ihre Flächen zusammen und bewirtschafteten die Farm gemeinsam.
1872 heiratete Hermann Jaeger Eliza Wagenrieder aus St. Louis, Missouri. Sein Bruder John hatte bereits 1866 Elizas Schwester Anna geheiratet. Seine Frau Eliza starb am 19. Oktober 1873 im Alter von 19 Jahren, kurz nach der Geburt der ersten Tochter Bertha. 1874 heiratete Jaeger in zweiter Ehe Elise Grosse (1854–1913) aus Saint Louis. Mit ihr bekam er vier Kinder: Herman (1878–1923), Lena (* 1881), Emma (* 1884) und Carl (1892–1950).

## Weinbau
1866 pflanzte Hermann Jaeger auf seiner Farm die ersten Reben an. Er hatte Reiser der Rebsorte Concord von der Ostküste Amerikas mitgebracht. Allerdings hatte Jaeger dadurch den Falschen Mehltau eingeschleppt, der bald seinen gesamten neu angelegten Weinberg zu zerstören drohte. Jaeger experimentierte daraufhin mit verschiedenen Behandlungsmethoden. Schließlich gelang es ihm, den Mehltau durch eine Spritzung mit einer Mischung aus Schwefel, Eisensulfat und Kupfersulfat erfolgreich zu bekämpfen. Er war damit einer der ersten Winzer in den USA, der Spritzungen zum Schutz landwirtschaftlicher Kulturen einsetzte.
Hermann Jaeger sprach mehrere Sprachen und stand weltweit mit anderen Weinzüchtern und Winzern in Kontakt, mit denen er sich über die Erfahrungen im Weinbau und in der Rebenzüchtung austauschte und veröffentlichte zahlreiche Fachartikel in wissenschaftlichen Zeitschriften und Weinbaujournalen. Er war Mitglied des Komitees für Weinbau der Missouri State Horticultural Society.

### Rebenzüchtung
Hermann Jaeger kultivierte Wildreben, die er vor allem auf dem Ozark-Plateau sammelte. Er stellte fest, dass einige der einheimischen Rebenarten äußerst widerstandsfähig gegen Pflanzenkrankheiten und besonders gut an die lokalen Klima- und Bodenverhältnisse angepasst waren. Er unternahm deshalb Kreuzungsversuche, bei denen er Wildreben, vor allem die Sommerrebe (Vitis aestivalis) und die sogenannte Frostrebe (Vitis cordifolia) mit Edelreben kreuzte, um die Qualität und Widerstandsfähigkeit der Pflanzen zu erhöhen.
Im Laufe seines Lebens züchtete er mehr als 100 neue Rebsorten. Er ist unter anderem der Züchter der Rebsorte Jaeger 70, die Vorfahre vieler moderner Hybridreben ist. Jaeger nannte die Sorte eigentlich nach dem mit ihm befreundeten texanischen Rebenzüchter Thomas Volney Munson (1843–1913) Munson, sie wurde jedoch meist unter ihrer Selektionsnummer 70 verbreitet. Jaeger 70 wurde vor allem von französischen Rebenzüchtern, darunter Albert Seibel, Georges Couderc und Eugène Contassot als weiblicher Kreuzungspartner für die Züchtung reblausresistenter Weinreben eingesetzt. Bekannte Nachkommen sind unter anderem die Rebsorten Couderc Noir, Aramon du Gard und Flot Rouge. Zahlreiche der sogenannten Seibel-Reben gehen auf Jaeger 70 zurück.
Jaeger unternahm außerdem Veredelungsversuche, bei denen er Edelsorten auf widerstandsfähige Wildreben als Unterlage pfropfte. Die so gewonnenen Rebstöcke zeichneten sich durch eine hohe Vitalität und besondere Widerstandskraft gegen Wurzelkrankheiten aus.

### Bekämpfung der Reblaus

Reblausherd in einem Weinberg

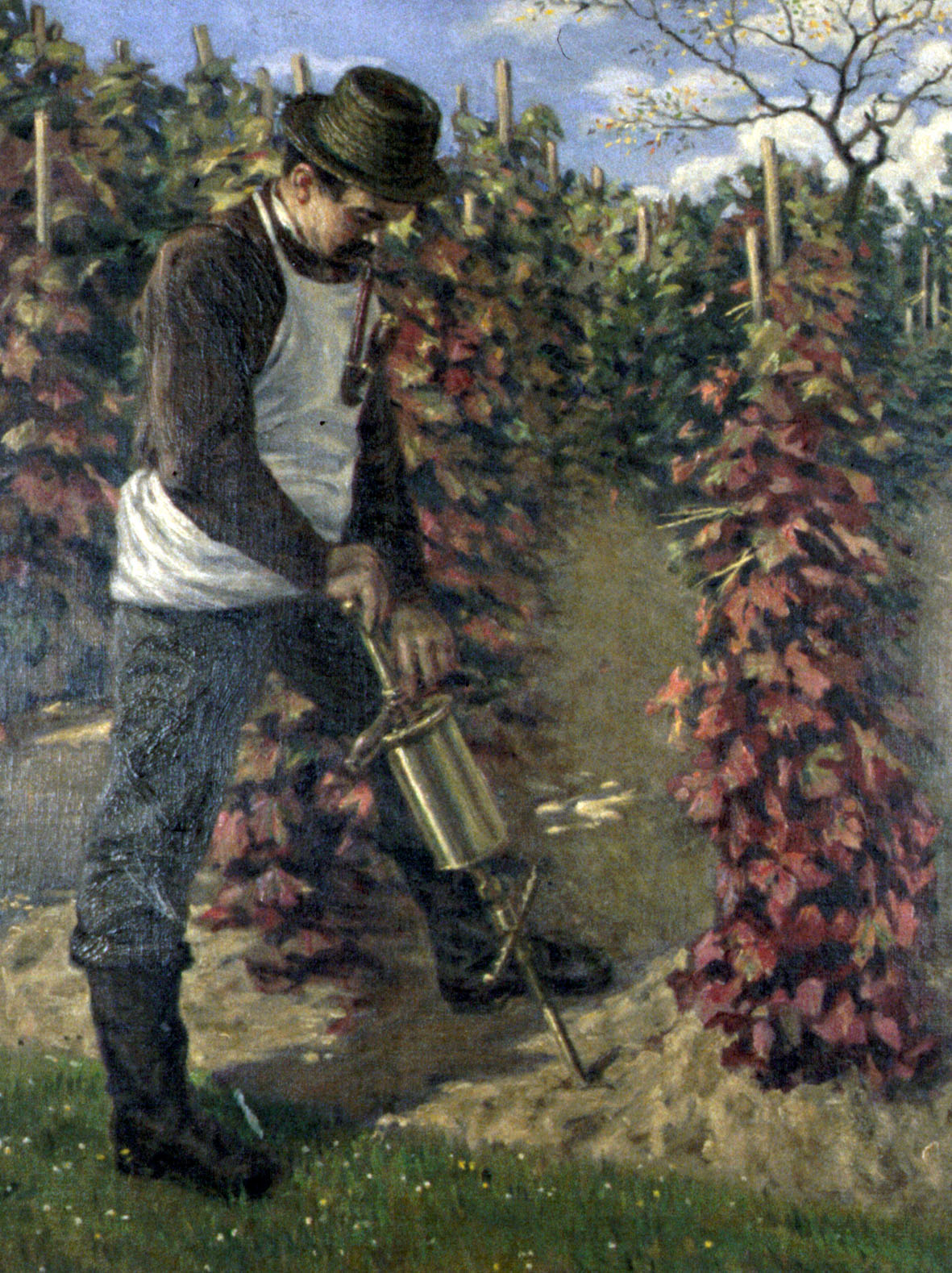
Reblausbekämpfung durch Wurzelbehandlung mit einem Injektor

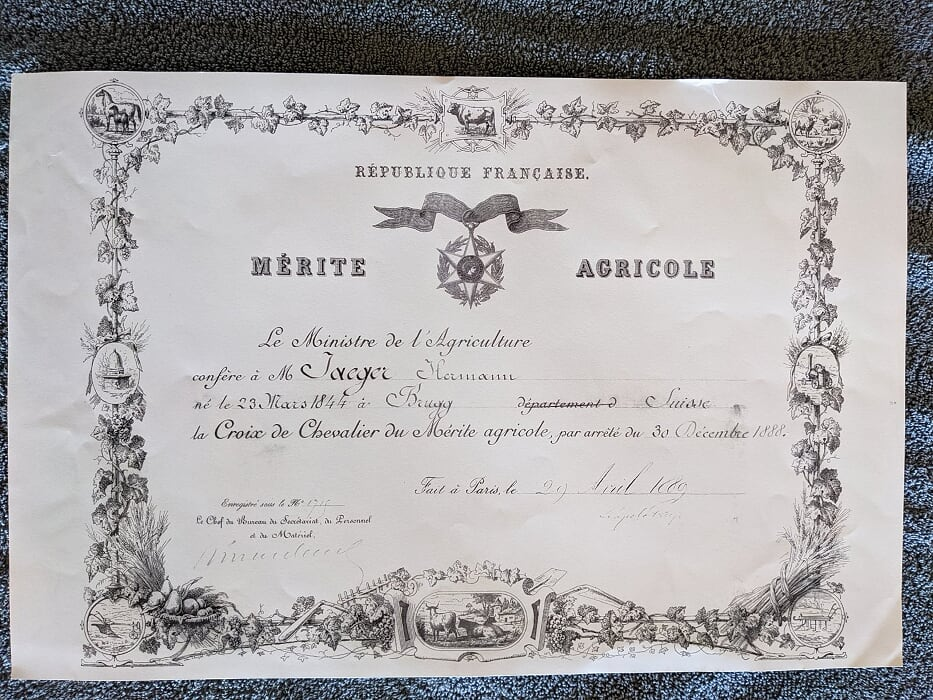
Das Zertifikat der Auszeichnung ist immer noch im Besitz eines seiner Urenkel

Nachdem amerikanische Weine auf internationalen Messen große Beachtung gefunden hatten, reagierten die französischen Winzer mit dem Import von amerikanischen Weinreben, vor allem der Rebsorte Norton. Mit diesen Reben wurde in den 1860er Jahren allerdings die Reblaus (Viteus vitifoliae) von der Ostküste Amerikas über London ins südliche Frankreich nach Europa eingeschleppt. Sie wurde 1863 zum ersten Mal in Frankreich nachgewiesen, von wo aus sie sich zunächst in Spanien und Portugal, später auch in Deutschland stark ausbreitete. Die Reblaus-Epidemie hatte fatale Folgen für den europäischen und vor allem den französischen Weinbau. Zwischen 1865 und 1885 wurden ganze Weinbauregionen zerstört. Viele Winzer hatten ihre Weinberge erst in den 1850er Jahren nach der Mehltaukrise neu bepflanzt und sahen sich nun gezwungen, den Weinbau aufzugeben und nutzten die freiwerdenden Flächen stattdessen für den Obst- und Getreideanbau.
Im Jahr 1871 berief der französische Minister für Landwirtschaft eine Hohe Kommission gegen die Reblaus (Commission supérieure du phylloxera), die unter dem Vorsitz des Chemikers Jean-Baptiste Dumas Vorschläge zur Bekämpfung der Reblausplage erarbeiten sollte. 1885 wurde Louis Pasteur zum Vorsitzenden benannt, der zuvor bereits Mitglied der Kommission war. Die Kommission setzte ihren Schwerpunkt allerdings vor allem auf die chemische Bekämpfung des Schädlings. Zunächst wurde Kohlenstoffdisulfid in Form von Bodeninjektionen als Bekämpfungsmittel empfohlen. Das Mittel war jedoch hochgiftig, in der Handhabung arbeitsaufwendig und mit 300 bis 450 Franc/ha teuer in der Anwendung. Als zweiter chemischer Ansatz empfahl die Kommission später den Einsatz von weniger giftigen Schwefelcarbonaten. Allerdings konnte die Reblaus durch die chemischen Bekämpfungsmethoden nur zurückgedrängt, aber nicht endgültig vernichtet werden.
Jaeger hatte sich seit Beginn seiner Tätigkeit als Winzer mit der Suche nach widerstandsfähigen und krankheitsresistenten Rebsorten beschäftigt. Er arbeitete intensiv mit George Hussman (1827–1903), einem Professor für Landwirtschaft an der University of Missouri in Columbia sowie dem staatlichen Entomologen Charles Valentine Riley (1843–1895) und dem Winzer und Rebenzüchter Isidor Bush (1822–1888) aus St. Louis zusammen. Riley hatte als einer der ersten Wissenschaftler erkannt, dass die amerikanische Rebe Vitis labrusca resistent gegen die Reblaus war.
Jaeger war bereits die Züchtung mehrerer gegenüber der Reblaus resistenter Rebsorten gelungen. Er bot der französischen Regierung an, Reiser seiner Reben nach Frankreich zu schicken, damit diese dort in den von der Reblaus befallenen Gebieten angepflanzt werden konnten. Die Franzosen nahmen das Angebot an und Jaeger schickte innerhalb von drei Jahren 17 Güterwagenladungen mit Reben nach Frankreich. Auch Hussmann, Riley und Bush sandten Reben nach Europa. Es bestand ein enger Kontakt der vier amerikanischen Weinbauwissenschaftler zu Jules Émile Planchon, der an der Universität Montpellier als einer der wenigen französischen Weinbauwissenschaftler daran arbeitete, die Reblaus durch die Veredlung französischer Reben auf resistente Unterlagen zu bekämpfen. Insgesamt wurden Reben von zahlreichen verschiedenen amerikanischen Züchtern nach Frankreich eingeführt, doch einige der Reben aus Missouri erwiesen sich als besonders für das französische Klima und den dortigen Bodenverhältnisse geeignet.
Insgesamt wurden zwischen 1885 und 1890 mehrere Millionen Reben aus Amerika nach Frankreich eingeführt. Obwohl diese Zahl sehr hoch klingt, haben Wissenschaftler berechnet, dass allein für die Rekultivierung der durch die Reblaus zerstörten Weinanbauflächen in Frankreich, Italien und Spanien ca. 35 Milliarden resistente Rebstöcke benötigt wurden. Allerdings begannen die europäischen Winzer schon früh damit, die eingeführten amerikanischen Reben in eigenen Rebschulen zu vermehren und unternahmen selber Kreuzungsversuche, so dass der amerikanische Weinbau ökonomisch nur kurzfristig von dem Exportgeschäft profitierte.
Für den wesentlichen Beitrag, den Jaeger mit seinen Rebenzüchtungen zur Rettung des französischen Weinbaus geleistet hatte, wurde er 1888 mit dem französischen Verdienstorden der Chevalier de la Légion d’Honneur sowie dem französischen Verdienstorden für Landwirtschaft (Ordre du Mérite agricole). Auch George Hussmann und Charles Valentine Riley wurden für ihre Verdienste um den französischen Weinbau mit der Ehrenlegion geehrt.

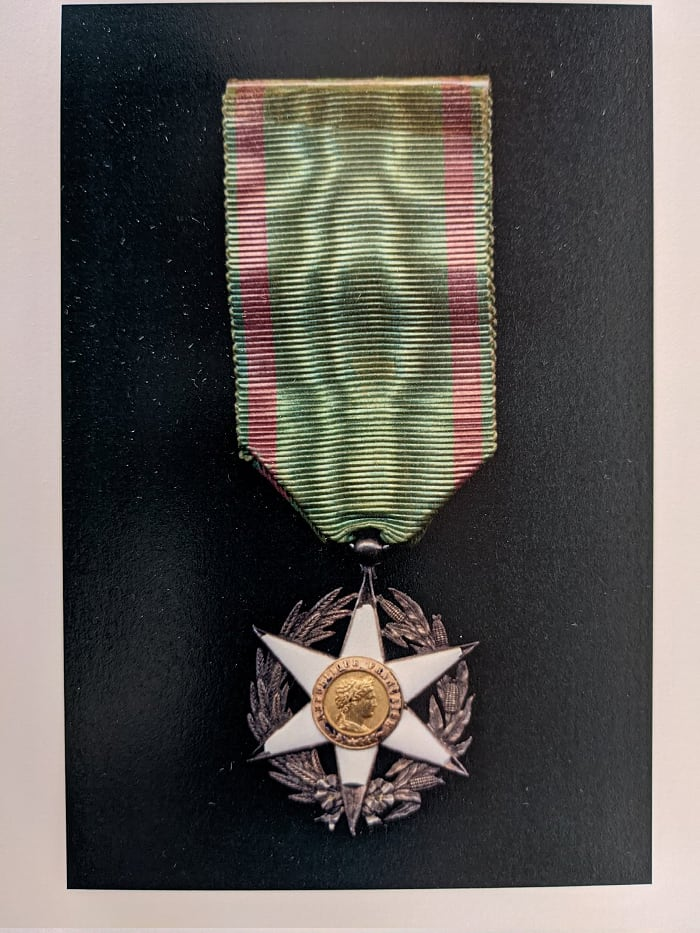
Die Medaille zum Zertifikat

## Geschäftlicher Niedergang und Tod
Trotz der großen internationalen Anerkennung geriet Jaegers Winzerei in den 1890er Jahren in finanzielle Probleme. Newton County hatte, fast 30 Jahre vor der amerikanischen Prohibition von 1920, ein lokales Gesetz zum Verbot vom Verkauf von Alkohol erlassen. Dies bedeutete für die lokalen Winzer starke Umsatzeinbußen und für viele, darunter auch Hermann Jaeger, eine Bedrohung ihrer wirtschaftlichen Existenz. Jaeger versuchte, das Verkaufsverbot zu umgehen, indem er Kekse und Kuchen verkaufte, zu denen er ein Glas Wein "zum Herunterspülen" gratis ausschenkte. Dafür wurde er schließlich angeklagt, weshalb er beschloss, den Weinberg in Neosho zu verkaufen. Er ließ sich in Joplin, Missouri nieder, wo die Familie einen neuen Weinberg aufbauen und außerdem Obstbau betreiben wollte.
Am 16. Mai 1895 verabschiedete sich Hermann Jaeger von seiner Frau und den Kindern, weil er angeblich noch einmal nach Neosho reisen wollte, um dort rechtliche Angelegenheiten zu klären. Seitdem wurde er von seiner Familie nie wieder gesehen. Einige Tage später erhielt seine Frau einen in Kansas City aufgegebenen Brief, in dem Jaeger auf Deutsch schrieb, dass er, wenn seine Frau diesen Brief in den Händen hielte, nicht mehr am Leben sei. Der Brief war mit Dein unglücklicher Herrmann unterschrieben.

## Ehrungen
- Der mit Jaeger befreundete Rebenzüchter Thomas Volney Munson nannte eine von ihm gezüchtete Rebsorte Hermann Jaeger.[4]

- In Neosho erinnert eine Gedenkstele auf dem Pathway-To-Outstanding-Citizens im Big Spring Park an Hermann Jaeger und seine Verdienste um den Weinbau. Sie trägt die Inschrift:[12]

„Herman Jaeger, a Swiss immigrant, settled in Neosho in 1865 and started a vineyard. He located superior wild grapes in the area. Some of these local disease resistant varieties he sent to France in the 1870's. They were used to replenish the French vineyards which had been infected by a grape louse. In 1889, he was awarded the French Legion of Honor.“

„Hermann Jaeger, ein Schweizer Immigrant, der sich 1865 in Neosho niederließ und einen Weinberg anlegte. Er entdeckte überlegene Wildreben in der Gegend. Einiger dieser lokalen, krankheitsresistenten Sorten schickte er in den 1870er Jahren nach Frankreich. Sie wurden zur Bepflanzung der französischen Weinberge verwendet, die durch die Reblaus infiziert waren. 1889 wurde er mit der Französischen Legion of Honor ausgezeichnet.“

- Die Missouri State University ehrte Hermann Jaeger im Jahr 2011 mit der Ausstellung Hermann Jaeger, Ozark Grape Hunter: Saving European Vineyards in the 19th Century., in der seine Verdienste um den Weinbau gezeigt wurden.[13]